# Carlos Gamarra
Carlos Alberto Gamarra Pavon (* 17. Februar 1971 in Capiatá) ist ein ehemaliger paraguayischer Fußballspieler.
Er war von 2003 bis 2013 Rekordnationalspieler Paraguays und wurde 1997 und 1998 als Fußballer des Jahres seines Heimatlandes ausgezeichnet. Mit der paraguayischen Nationalmannschaft nahm er an drei Fußball-Weltmeisterschaften teil. Beim Fußballturnier der Olympischen Spiele 2004 führte er die paraguayische Auswahl als Kapitän zur Silbermedaille.

## Vereinskarriere
Der Abwehrspieler spielte bis 1995 bei Cerro Porteño, lediglich 1992 schnürte er seine Fußballschuhe für den argentinischen Verein Independiente. 1995 wechselte er zum brasilianischen Club Internacional Porto Alegre und spielte dort zwei Jahre. 1997 wechselte er zum portugiesischen Verein Benfica Lissabon, doch nur ein Jahr später kehrte er nach Brasilien zu Corinthians São Paulo zurück. 1999 versuchte er sein Glück erneut in Europa und wechselte zu Atlético Madrid.
Von 2000 bis 2001 kehrte er abermals nach Brasilien zurück und schloss sich Flamengo Rio de Janeiro an. Seinen dritten Anlauf in Europa startete Gamarra 2001 mit seinem Wechsel zu AEK Athen. Ein Jahr später wechselte er schließlich zum italienischen Verein Inter Mailand, bevor er 2005 zurück nach Brasilien zu Palmeiras São Paulo wechselte. In der Saison 2005/06 wurde er im Trikot von Palmeiras São Paulo in der brasilianischen Liga zum besten Defensivspieler gewählt. Im Januar 2007 wechselte er in seine Heimat zu Club Olimpia, wo er ein Jahr spielte und danach sein Karriereende bekannt gab.

## Nationalmannschaft
Am 3. März 1993 bestritt Carlos Gamarra sein erstes Spiel für Paraguay (Paraguay – Bolivien 1:0) und zählte seitdem zu den wichtigsten Leistungsträgern des Teams. Er stand bei den Weltmeisterschaften 1998, 2002 und 2006 bei allen elf Spielen seines Landes über die volle Länge auf dem Platz. Die Turniere 1998 und 2000, bei denen Paraguay jeweils bis ins Achtelfinale einzog, vollendete er ohne ein einziges Foul zu begehen. Bei der WM 1998 wurde er von der FIFA zudem in die Allstar-Mannschaft des Turniers gewählt. 2006 führte er seine Mannschaft als Kapitän aufs Feld und sorgte im ersten Spiel gegen England nach nur drei Minuten durch ein Eigentor für den Endstand von 0:1. Mit dem Ausscheiden Paraguays in der Vorrunde bei der WM 2006 beendete er auch seine internationale Karriere.
Bei den Olympischen Spielen 2004 führte er die paraguayische Auswahl ebenfalls als Kapitän an und gewann mit seiner Mannschaft die Silbermedaille hinter Argentinien (Gold) und vor Italien (Bronze). Er war einer der drei Spieler der paraguayischen Olympiaauswahl, die die Altersgrenze von 23 Jahren überschreiten durften.
Gamarra nahm zudem von 1993 bis 2004 fünfmal an der Copa América teil und erreichte mit seiner Mannschaft jeweils das Viertelfinale.
Insgesamt bestritt er 110 Länderspiele und erzielte 12 Länderspieltore. Von seinem 85. Länderspiel 2003 an war er bis 2013 Rekordnationalspieler seines Landes, als er von Paulo da Silva, dem heutigen Rekordhalter abgelöst wurde. Er war einer der ersten südamerikanischen Spieler, der mehr als 100 Länderspiele bestritten hat.

## Erfolge
Cerro Porteño
- Paraguayische Meisterschaft: 1992, 1994

Internacional
- Campeonato Gaúcho: 1997

Corinthians
- Brasilianische Meisterschaft: 1998
- Campeonato Paulista: 1999

Flamengo
- Copa dos Campeões: 2001
- Taça Guanabara: 2001
- Campeonato Carioca: 2001

AEK Athen
- Griechischer Fußballpokal: 2002

Nationalmannschaft
- Olympische Silbermedaille: 2004

Inter Mailand
- Italienischer Fußballpokal: 2005

## Auszeichnungen
- Paraguayischer Fußballer des Jahres: 1997, 1998
- Bester Abwehrspieler der CONMEBOL (Südamerikanischer Fußballbund): 1998
- All-Star-Team der Fußball-Weltmeisterschaft 1998